# Lago Ancylus
Il lago Ancylus è il nome dato dai geologi alla massa d'acqua dolce che rimpiazzava il mar Yoldia dopo che questi si era staccato dalla sua immissione salina da una parte all'altra della Svezia centrale (con la parte estrema orientale del canale vicino all'attuale Stoccolma) a causa di un innalzamento isostatico delle terre della Scandinavia. Le date sono calibrate approssimativamente a 9500-8000 BP, in pieno periodo boreale. Il lago divenne il mar Littorina quando, aumentando, i livelli oceanici irrompevano attraverso il Grande Belt.
Il lago fu chiamato da Gerard de Geer con il nome dell'Ancylus fluviatilis, un gasteropode trovato nei suoi sedimenti.

Lago Ancylus intorno agli 8 700 anni fa. Le vestigia del ghiacciaio scandinavo in bianco. Il fiume Svea älv formava uno sbocco nel mare Atlantico.

## Descrizione
L'elevazione della Svezia meridionale non blocca interamente il flusso attraverso la Svezia centrale. Alcune emissioni continuarono dal lago attraverso i fiumi Göta e Steinselva, i quali finivano nel lago Vänern fino al Kattegat. Tuttavia, l'acqua salata non entrava nel lago, che divenne così completamente dolce. La data di blocco del flusso può considerarsi certamente a 8000 BP circa, quando nei pressi del lago Vättern (parte del sistema dell'idrovia) venne a staccarsi dal lago Ancylus.
Il risultato dell'incremento dei livelli del lago fu la trasgressione dell'Ancylus, una generale inondazione intorno alle sue rive, 9500-9200 BP. In questo tempo un golfo di Botnia alquanto più grande e parti della Norvegia erano liberi dal ghiaccio, mentre la regione di Rovaniemi nella Finlandia apparve non più tardi di 9000 BP, nonostante la nuova inondazione.
La fusione accelerata e la ripercussione sulle forme del territorio in percentuale differenti nelle diverse località condusse a qualche instabilità. Nel 9200 BP il lago s'innalza sullo strato del Dars tagliando un nuovo canale nelle vicinanze di ciò che è ora il Grande Belt (il canale tra le isole danesi Sealandia e Fionia), che alcuni geologi chiamano fiume Dana. Per un certo tempo, la Scania, regione della Svezia meridionale, fu ancora una volta un'isola, da circa 9200 fino a non più tardi dell'8000 BP. Il livello del lago inizia ad abbassarsi.

## Scandinavia settentrionale
Nel 9000 BP il canale settentrionale smette di funzionare, unendo la Scania alla Scandinavia. Comunque, solo un istmo connetteva la Scania alle nuove terre settentrionali. Se la Scania acquisiva la sua designazione come isola su base geografica, ciò deve essere accaduto non più tardi della fase del lago Ancylus. A quel tempo le culture mesolitiche si spostavano nuovamente nella terra liberata intorno alle rive del golfo di Botnia. Esse praticavano la pesca lungo le rive, cacciando foche e seguendo le renne nel loro muovo territorio.
Nella Lapponia i pescatori mesolitici, i cacciatori e probabilmente i pastori trovarono una foresta di pini e betulle con spazi aperti di qualcosa simile alla tundra. Oltre al pino e alla betulla c'erano il pioppo tremulo, l'ontano, il salice, l'uva ursina, erba e carice. Molta della nuova terra finnica era coperta da acquitrini (poor fen). Creste di Morene e drumlin (collinette formate da detriti di ghiacciai) formavano un esteso sistema di isole. Le rive intorno al lago erano terreno sassoso.